# Lave Johnsson
Axel Lave Kristian Johnsson,  född 7 mars 1936 i Helsingborg, död där 24 juni 2000, var en svensk diplomat.

## Biografi
Johnsson avlade sjöofficersexamen vid Kungliga Sjökrigsskolan 1959. Han var kapten i flottans reserv. Johnsson avlade juris kandidatexamen i Lund 1964 och var anställd vid Utrikesdepartementet från 1965. Han tjänstgjorde i Bryssel, Nairobi, Prag, Aten och Kairo. Johnsson blev ambassadör i Lagos 1985, i Accra 1986 och var generalkonsul i Chicago från 1989. Han avslutade sin diplomatiska karriär som ambassadör i Riyadh.
Johnsson var son till direktören Carl-Henrik Johnsson och direktrisen Ella Lönneroth. Han gifte sig 1962 i Sankta Maria kyrka i Helsingborg med juris kandidat Märta Magdalena (Lena) Zethraeus (född 1941), från vilken han blev skild 1971, dotter till medicine licentiat och överläkaren Stig Zethraeus och medicine licentiat Gertrud Zethraeus, född Hagnell. Johnsson gifte sig ånyo 1974 med dr.jur. Alka Čepkova (född 1944), dotter till doctor philosophiae Pavel Čepek och doctor juris Alena Čepkova, född Heidler. Johnsson var i sitt första äktenskap far till Karolina Johnsson. Han gravsattes i södra minneslunden vid Helsingborgs krematorium.